# Coelacanthiformes
Cœlacanthiformes · Cœlacanthes
Ordre
Les Coelacanthiformes (nom scientifique), Cœlacanthiformes (nom scientifique francisé) ou Cœlacanthes (prononcé /se.la.kɑ̃t/) sont un ordre de poissons sarcoptérygiens. Il en existe de nombreux fossiles et deux espèces vivantes connues, du genre Latimeria (Latimeria chalumnae et Latimeria menadoensis). Ils n'ont que peu évolué morphologiquement depuis 350 Ma et ressemblent aux ancêtres aquatiques des vertébrés terrestres (dont ils sont d'ailleurs proches, car ils appartiennent à la même classe). Ils possèdent une poche de gaz avec des parois épaisses qui est le vestige d'un poumon ancestral utilisé quand ils vivaient près de la surface, aussi bien en eau douce qu'en eau salée ; elle subsiste chez les espèces contemporaines, bien que celles-ci soient cantonnées aux grandes profondeurs. Cette caractéristique, ainsi que la forme et le mouvement de leurs nageoires, a souvent conduit à qualifier les deux espèces actuelles — à tort — de « fossiles vivants » ; en outre, les appellations, plus techniques, de forme panchronique ou forme transitionnelle sont tout aussi fautives : il est plus correct de parler d'« espèce relique ».
Les deux espèces actuelles de Cœlacanthes sont menacées d'extinction. Le premier individu recensé (de l'espèce Latimeria chalumnae) a été pêché le long de la côte est-africaine en 1938. Le groupe le plus important — environ 300 individus — vit dans les eaux de l'archipel des Comores.

## Du fossile au spécimen vivant

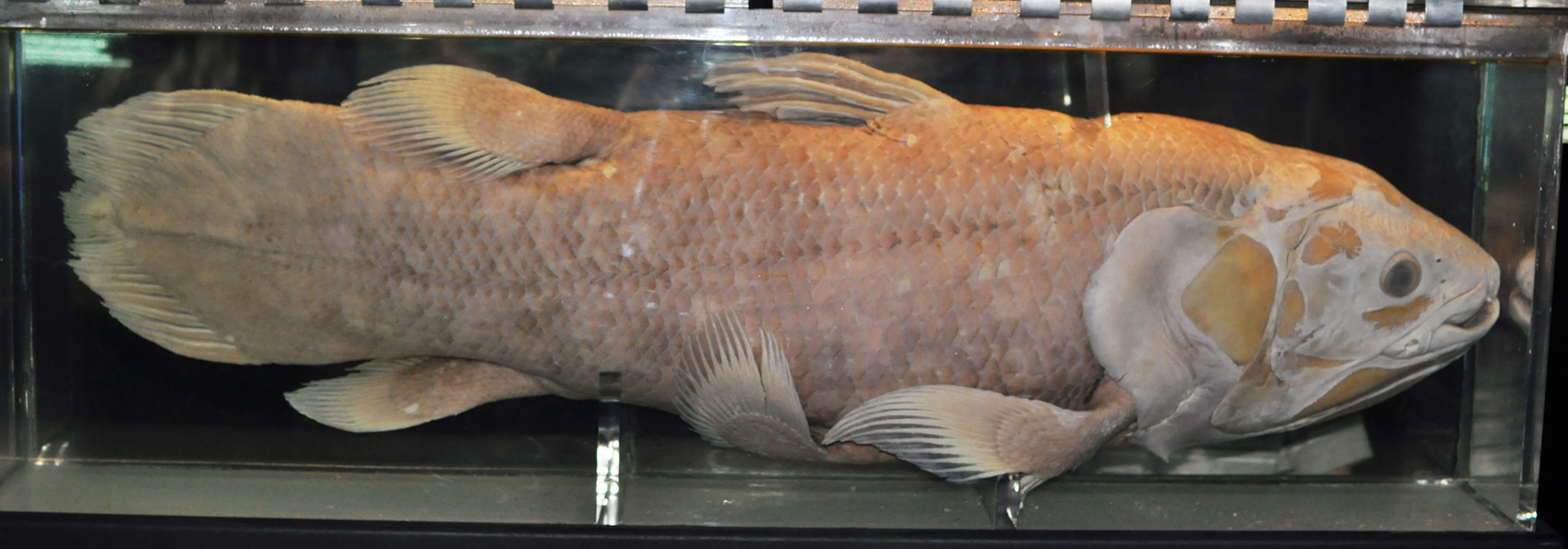
Cœlacanthe (Latimeria chalumnae) pêché le 21 janvier 1965 à Mutsamudu (Anjouan, Comores). Répertorié sous le code C36 (36e cœlacanthe inventorié).

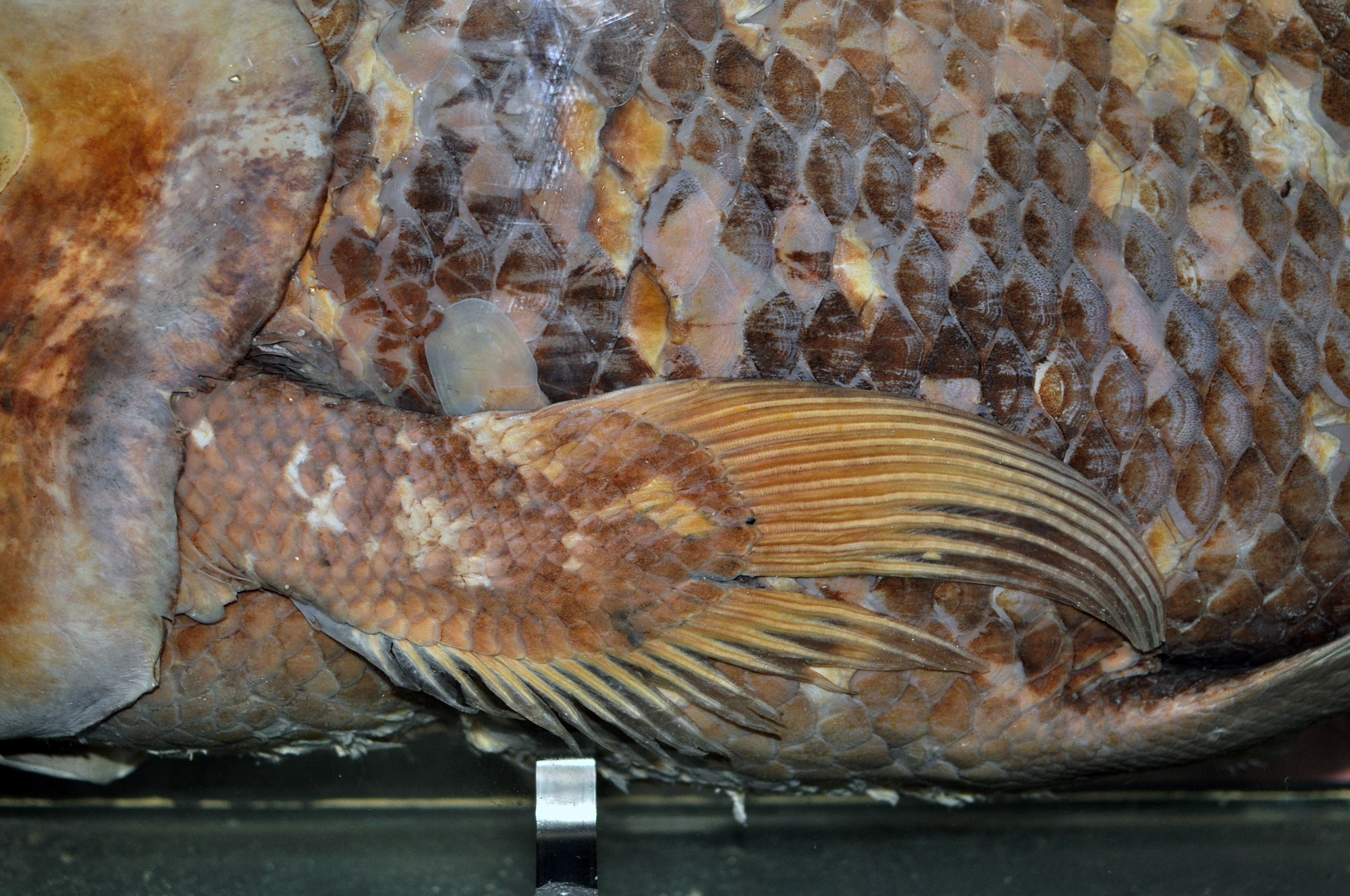
Nageoire pectorale de Latimeria chalumnae.

Les cœlacanthes, bien qu'ils soient représentés par deux espèces vivantes, ne furent longtemps connus que comme un groupe de spécimens fossiles largement représentés dans les sédiments du Dévonien au Crétacé, avec une apparente extinction à la fin du Mésozoïque. La découverte des premiers fossiles fut l'œuvre de l'ichtyologue Louis Agassiz, alors professeur à l'université de Neuchâtel, en 1832. Agassiz avait su le premier tirer parti des schistes ardoisiers du canton de Glaris et des calcaires fossilifères de Monte Bolca : dès 1829, il projeta de publier ses conclusions dans Recherches sur les poissons fossiles (paru en cinq volumes entre 1833 et 1843), où les cœlacanthérés sont mentionnés pour la première fois.
En 1938, l'ornithologue sud-africaine Marjorie Courtenay-Latimer (1907 - 2004) annonça la découverte d'un cœlacanthe vivant, alors que cet ordre était réputé éteint depuis la fin du Crétacé. Le 22 décembre 1938, elle avait reçu un appel téléphonique d'Afrique du Sud lui indiquant qu'un pêcheur actif dans l'estuaire de la Chalumna River, Hendrik Goosen, venait de remonter dans ses filets un poisson d'un type inconnu. Elle emporta la prise au musée d'East London afin de l'étudier et de l'identifier mais, ne le trouvant dans aucun de ses ouvrages, elle fit naturaliser l'animal et contacta l'ichthyologue James Leonard Brierley Smith (1897-1968) qui y vit un cœlacanthe, c'est-à-dire le représentant d'un groupe connu alors uniquement à l'état de fossile. L'espèce est depuis baptisée Latimeria chalumnae en l'honneur de Marjorie Courtenay-Latimer et des eaux dans lesquelles elle a été retrouvée. Il faudra attendre quatorze ans pour qu'un nouveau spécimen soit découvert. Les cœlacanthes sont peut-être l'exemple le plus fameux de « taxon Lazare ».
On lit souvent que les cœlacanthes ont subsisté sans modification biologique pendant des millions d'années,, mais les deux espèces modernes (et même leur genre) ne sont en fait pas représentées dans les strates fossiles du Mésozoïque. Cela dit, il est bien exact que certaines espèces disparues, particulièrement celles des fossiles de cœlacanthes les plus tardifs, à savoir le genre Macropoma du Crétacé, ressemblent beaucoup extérieurement aux espèces modernes. L'explication la plus plausible de cette lacune évolutive est la disparition de ce poisson des lagunes. D'autre part, les fossiles des grands fonds marins sont rarement formés dans les strates où les paléontologues peuvent les mettre au jour, ce qui donne l'illusion que ces espèces des grandes profondeurs n'existaient pas autrefois : cette hypothèse d'Edward Forbes, toujours à l'étude, est nommée théorie abyssale azoïque.
Le séquençage du génome du cœlacanthe africain en 2013 met en évidence qu'il contient environ 25 % d'éléments transposables qui ont eu un impact faible sur son évolution morphologique, mais fort sur son évolution anatomique afin de s'adapter à ses différents milieux aquatiques, à l'instar de ses cousins tétrapodes qui ont colonisé le milieu terrestre (évolution anatomique par des gènes impliqués dans l'immunité, l'excrétion d'azote et le développement de nageoires et de membres).

## Description

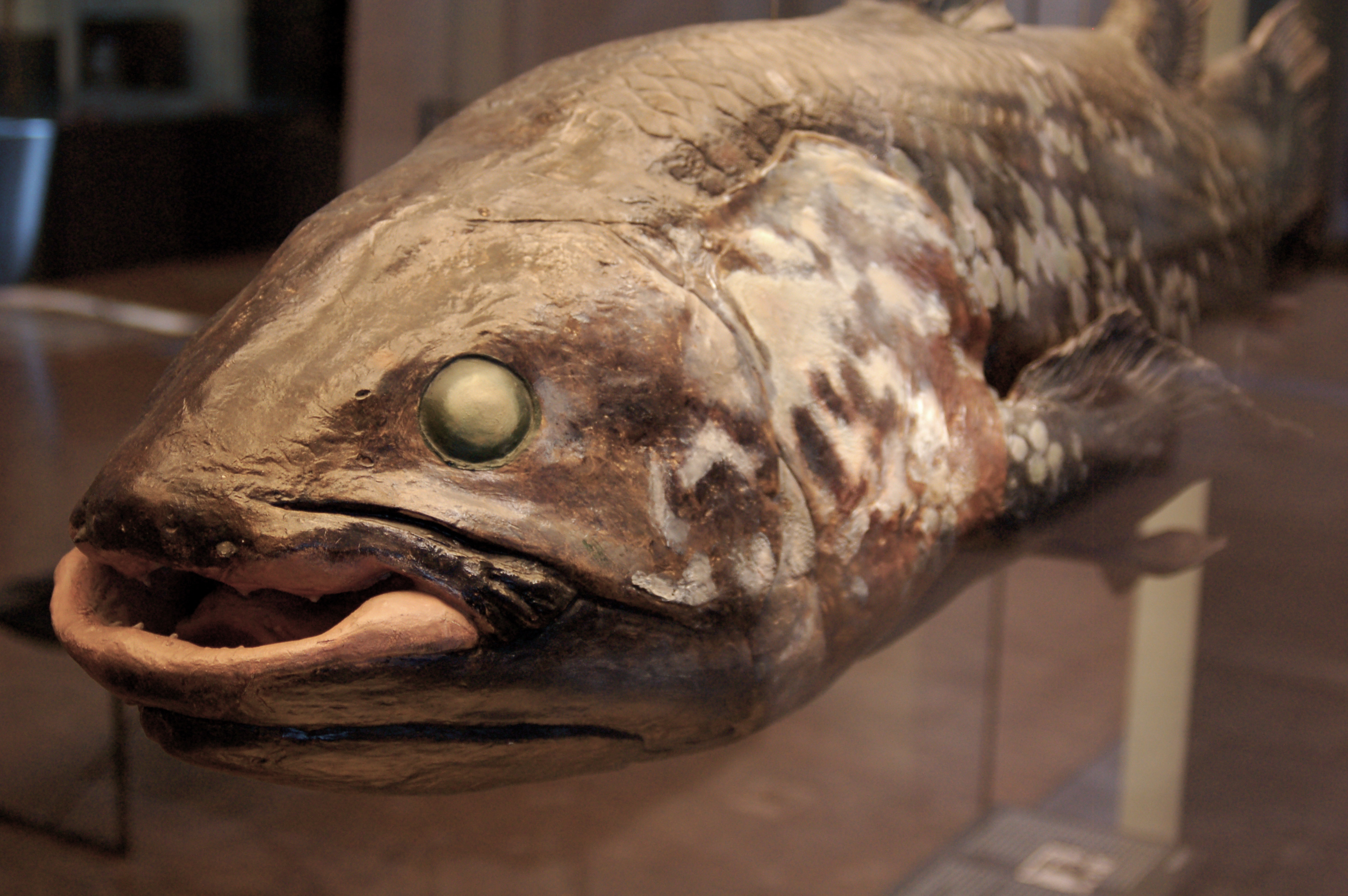
Un spécimen à l'École polytechnique fédérale de Zurich.

Les Cœlacanthes sont des poissons à nageoires charnues dont les nageoires pectorales et anale se rattachent au corps par des appendices carnés raidis par un os, et dont la queue ou nageoire caudale diphycerque est divisée en trois lobes, le lobe central étant un prolongement du notochorde. Les cœlacanthes ont subi une modification de leurs écailles cosmoïdes, qui sont plus fines que chez les autres poissons. Les cœlacanthes jouissent également d'un organe électro-récepteur appelé rostre à l'avant du crâne, qui joue sans doute un rôle dans la détection de leurs proies. Il pourrait aussi intervenir dans l'équilibre de l'animal, l'écholocalisation expliquant la locomotion de cet animal.

« Presque tous les poissons ont des nageoires dites « rayonnantes », où les rayons sont disposés en éventail, décrit Lionel Cavin, du Muséum d'histoire naturelle de Genève. Le cœlacanthe, ainsi que d'autres poissons qu'on appelle dipneustes, ont des nageoires « charnues ». Celles-ci contiennent des muscles et sont constituées autour d'un axe, duquel partent les rayons. » Il s'agit de l'ancêtre de la patte. « L'axe comprend plusieurs os organisés de manière similaire à ceux de nos membres, souligne Régis Debruyne. On retrouve les éléments homologues à l’humérus, le radius et le cubitus de nos bras, ou au fémur, au tibia et au péroné de nos jambes. Comprendre l'histoire du cœlacanthe, c'est aussi comprendre la nôtre : c'est pour ça que c'est fondamental. »

— Lucia Sillig, Le Temps, 17 avril 2013
On sait que les Cœlacanthimorphes, depuis au minimum les Holophagus penicillata du Jurassique, sont ovovivipares. 

Par exemple, les femelles de Latimeria ne portent que quatre à cinq petits alevins (32,2 cm) et leur gestation pourrait durer près d'un an.
En 1987, l'Allemand Hans Fricke, de l'Institut Max-Planck, et le Français Raphaël Plante, de l'université de Marseille, sont les premiers à observer le poisson in vivo, à étudier ses comportements et à le filmer depuis leur sous-marin Jago. C'est à partir de ce moment qu'ils communiquent sur le Cœlacanthe, notamment à la télévision. Les scientifiques recensent la population de l'espèce, montrent son déclin, tentent de comprendre les relations historiques entre les hommes, populations locales ou scientifiques, et le poisson. Fricke et Plante analysent les méthodes et impacts de la pêche, ainsi que de la recherche scientifique passée, sur les populations de cœlacanthes, sur les populations humaines locales. Puis ils proposent la création d'un parc marin afin de protéger le Cœlacanthe.
Au printemps 2013, le biologiste et photographe Laurent Ballesta mène une expédition scientifique pour filmer et étudier le cœlacanthe en Afrique du Sud.
En septembre 2015, une équipe scientifique franco-brésilienne publie, dans la revue britannique Nature Communications, une découverte sur le cœlacanthe. L'examen à l'European Synchrotron Radiation Facility d'un échantillon de ce poisson à l'aspect préhistorique et en voie de disparition a permis de mettre en évidence la présence d'un poumon caché, non fonctionnel, jouant un rôle de ballast rempli de graisse lui permettant d'évoluer jusqu'à huit-cents mètres de profondeur. D'autre part, l'examen d'individus au stade embryonnaire a mis en évidence le développement d'un poumon comme de nombreux mammifères marins, mais qui voit son développement s'arrêter au profit de l'organe graisseux dans le cas de ce poisson. Les signataires de l'étude pensent que le cœlacanthe, en vivant proche de la surface de l'océan du Dévonien jusqu'au Crétacé, a pu trouver par la suite les ressources pour s'adapter aux crises environnementales du Crétacé et du Paléogène en allant désormais vivre en plus grande profondeur jusqu'à nos jours,.

## Systématique

### Histoire évolutive

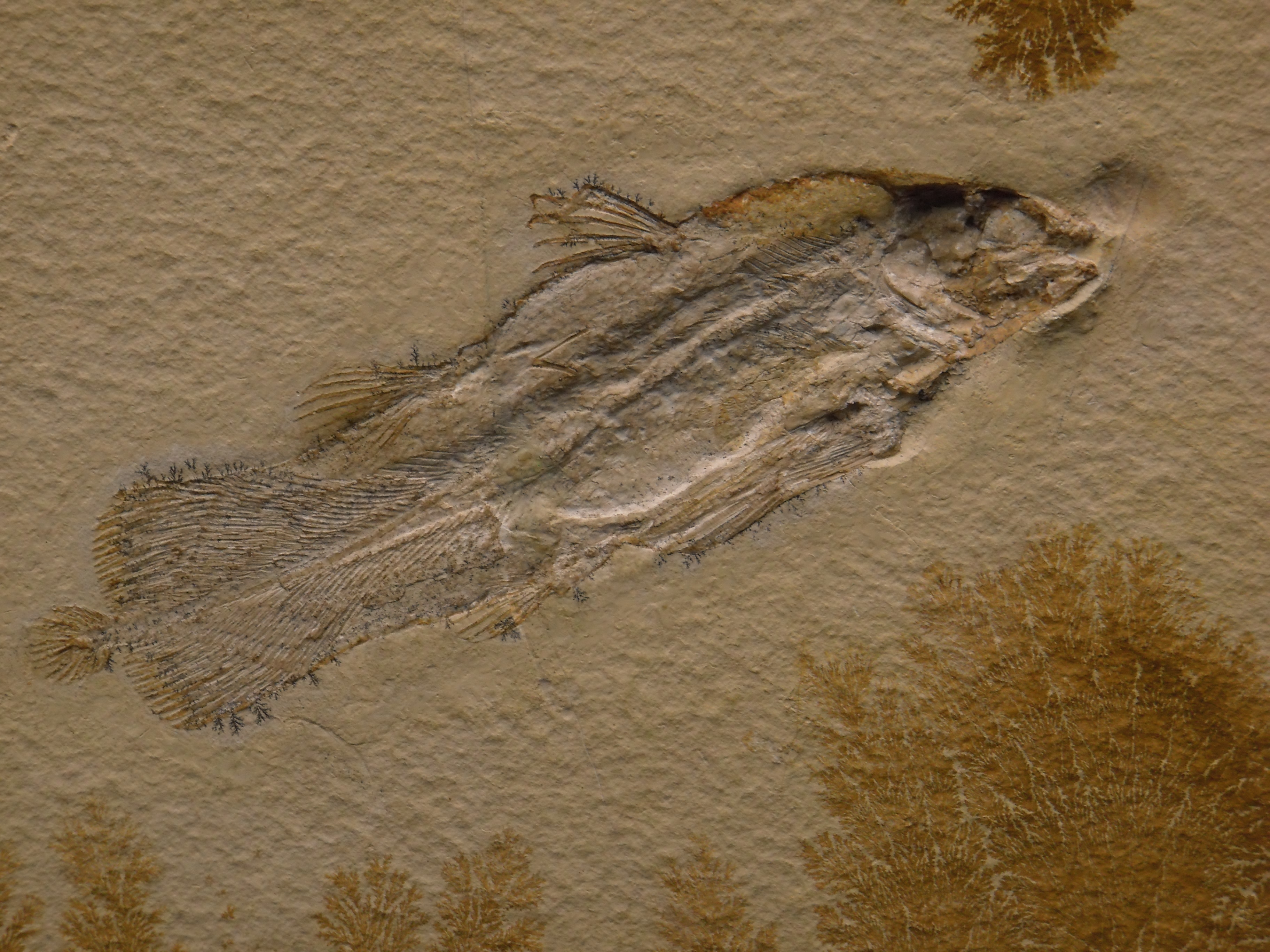
Cœlacanthe fossile du Jurassique.

Le groupe des actinistiens, qui compte les cœlacanthes, est apparu au Dévonien (416 à 359 Ma), pendant l'ère primaire.
Les premiers cœlacanthes connus datent de 410 millions d'années et sont regroupés au sein du genre Euporosteus. Ce groupe s'est diversifié dans de nombreux milieux aquatiques très différents (marin, d'eau douce, euryhalin et lacustre). C'est au Trias que les paléontologues ont répertorié la plus grande diversité d'espèces. Le coelacanthe fossile le plus récent est un mawsoniidé indéterminé découvert au Maroc dans des sédiments marins datant du Maastrichtien supérieur. Les espèces identifiées les plus récentes appartiennent à deux lignées distinctes : le latimériidé Megalocoelacanthus dobiei, dont les restes désarticulés ont été trouvés dans des sédiments marins d'âge Santonien supérieur à Campanien moyen (avec une possible occurrence au Maastrichtien inférieur) de l'est et du centre des États-Unis,, et le mawsoniidé Axelrodichthys megadromos trouvé dans les dépôts continentaux du Campanien inférieur au Maastrichtien inférieur du sud de la France,,. Ces deux espèces furent donc contemporaines l'une de l'autre il y a 84 à 70 millions d'années environ. Le premier vivait dans la voie maritime intérieure de l'Ouest, tandis que le second vivait dans les lacs et rivières de l'île Ibéro-Armoricaine, une masse continentale insulaire composée d'une grande partie de la France et de la péninsule Ibérique.
Certains genres se sont développés jusqu'à atteindre des longueurs comprises entre 3,50 m et 6,30 m, tels Trachymetopon durant le Jurassique et Mawsonia, Megalocoelacanthus, et un mawsoniidé indéterminé du Maroc durant le Crétacé.
Depuis leur apparition jusqu'à aujourd'hui, la morphologie et l'aspect externe des actinistiens n'a que relativement peu changé.

### Classification
Sous-classe des Coelacanthimorpha

- ordre des Coelacanthiformes
  - † famille des Coelacanthidae
    - † Axelia (Stensio)
    - † Coelacanthus (Moy-Thomas, 1935; Beltan, 1980; Battail et al., 1987)
    - † Ticinepomis (Rieppel)
    - † Wimania

  - † famille des Diplocercidae
    - † Diplocercides
    - † Euporosteus

  - † famille des Hadronectoridae
    - † Allenypterus
    - † Hadronector
    - † Polyosteorhynchus

  - † famille des Mawsoniidae
    - † Alcoveria (Beltan 1972–1995)
    - † Axelrodichthys
    - † Chinlea
    - † Diplurus (Schaeffer 1952)
    - † Holophagus
    - † Mawsonia
    - † Trachymetopon

  - † famille des Miguashaiidae
    - † Miguashaia

  - famille des Latimeriidae
    - † Holophagus
    - † Libys
    - † Macropoma
    - † Macropomoides
    - † Megalocoelacanthus
    - Latimeria (James Leonard Brierley Smith, 1939)
      - Latimeria chalumnae (James Leonard Brierley Smith, 1939)
      - Latimeria menadoensis (Pouyaud, Wirjoatmodjo, Rachmatika, Tjakrawidjaja, et al., 1999)

    - † Swenzia
    - † Undina

  - † famille des Laugiidae
    - † Coccoderma
    - † Laugia

  - † famille des Rhabdodermatidae
    - † Caridosuctor
    - † Rhabdoderma

  - † famille des Whiteiidae
    - † Whiteia
      - † W. tuberculata (Lem, 1952; Beltan, 1968)
      - † W. wordivardi (Lem, 1952; Beltan, 1968)

    - † Piveteauia (Lem, 1952;)
      - † Piveteauia madagascariensis (Lem, 1952;)

Liste des groupes actuels selon World Register of Marine Species (17 février 2015) et FishBase (17 février 2015) :
- famille des Latimeriidae
  - genre Latimeria Smith, 1939
    - Latimeria chalumnae Smith, 1939
    - Latimeria menadoensis Pouyaud, Wirjoatmodjo, Rachmatika, Tjakrawidjaja, Hadiaty & Hadie, 1999

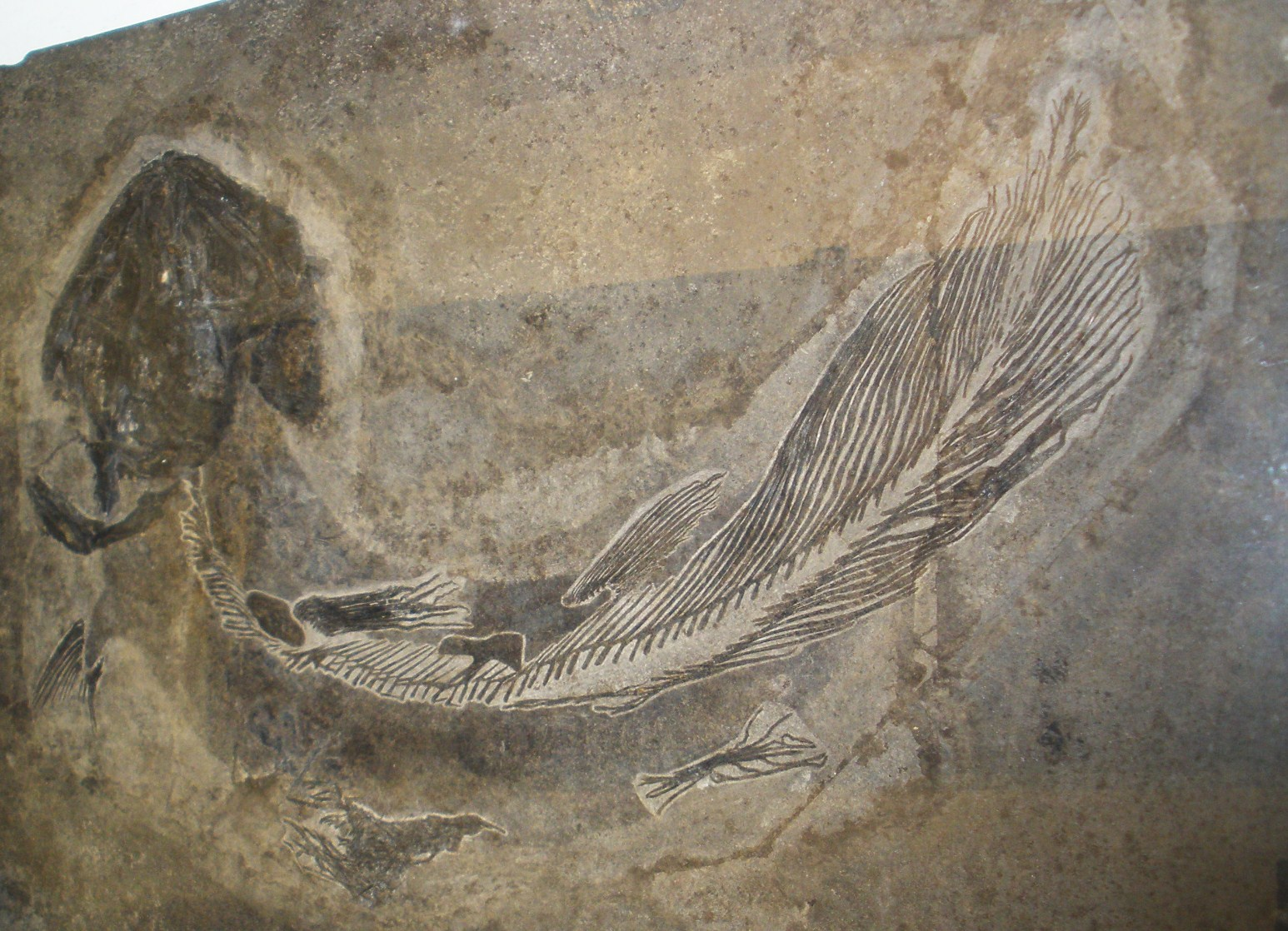
Coelacanthus granulatus (Coelacanthidae)
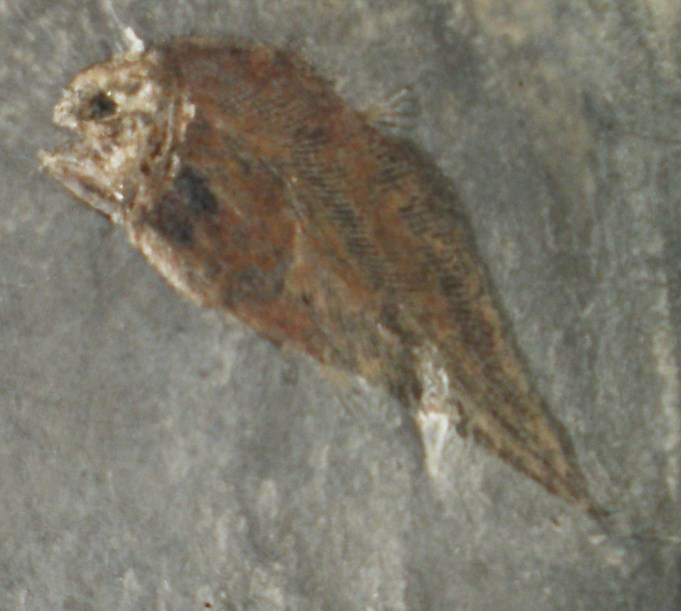
Allenypterus montanus (Hadronectoridae)
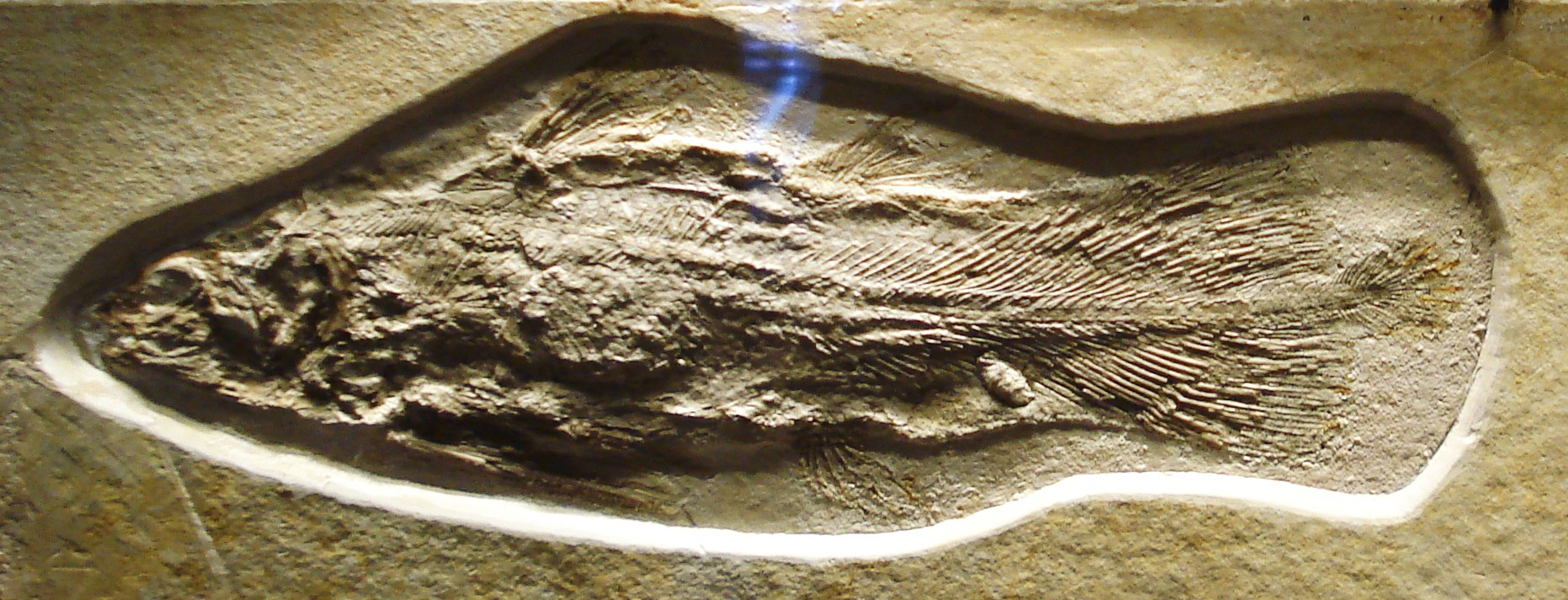
Coccoderma suevicum (Laugiidae)
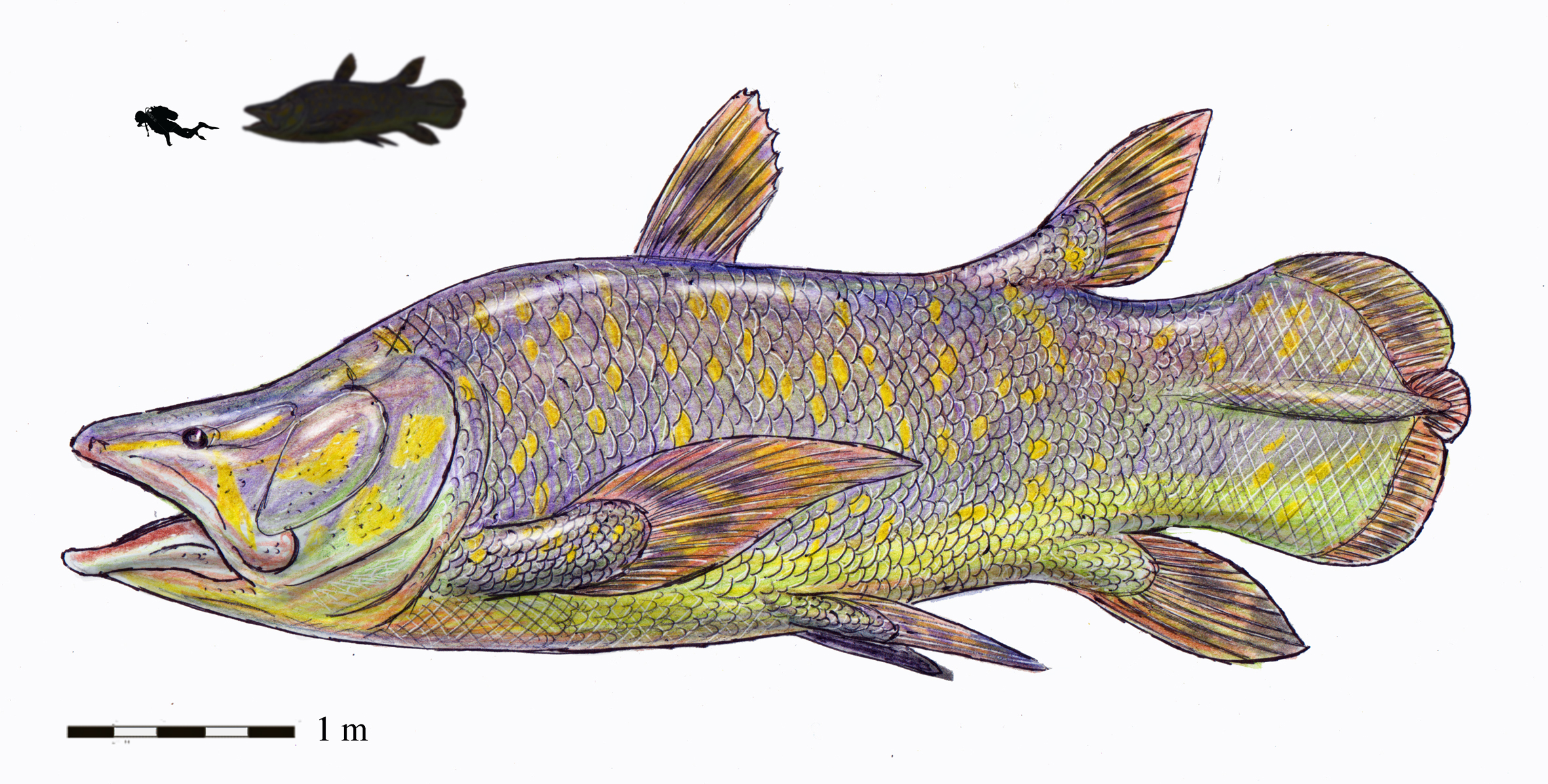
Mawsonia sp. (Mawsoniidae)
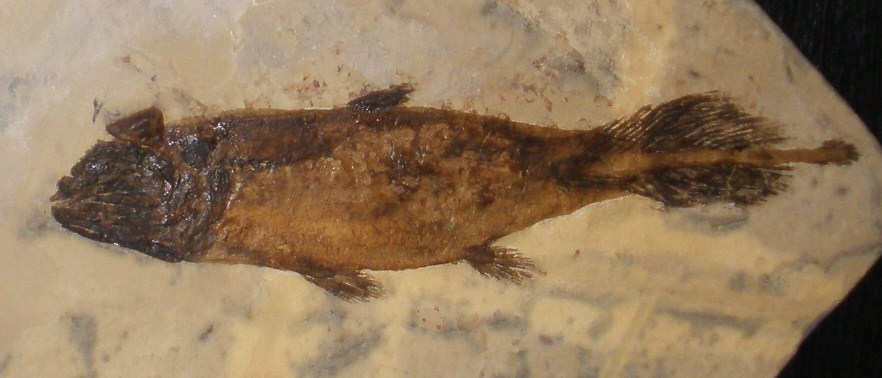
Caridosuctor populosum (Rhabdodermatidae)
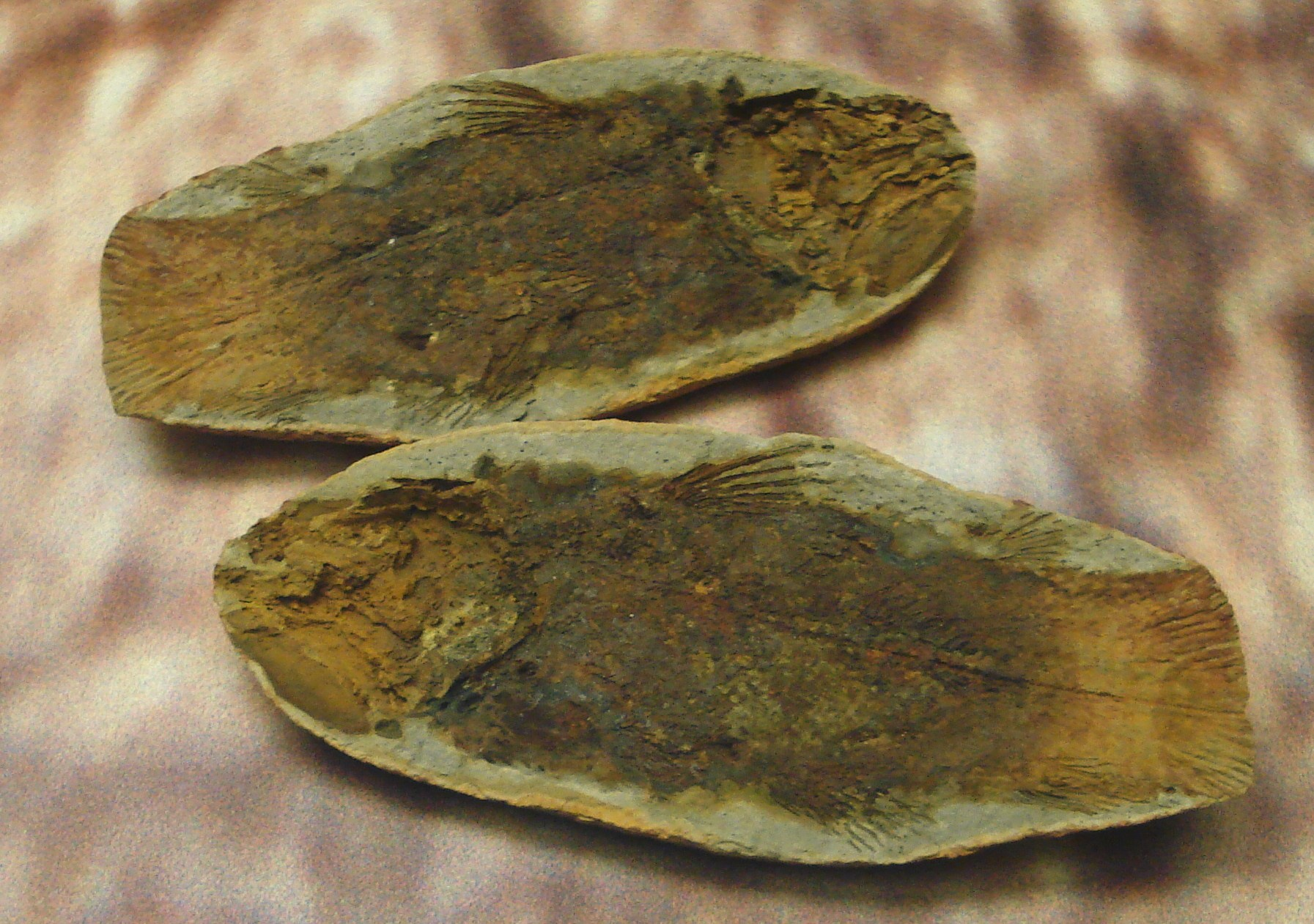
Whiteia sp. (Whiteiidae)
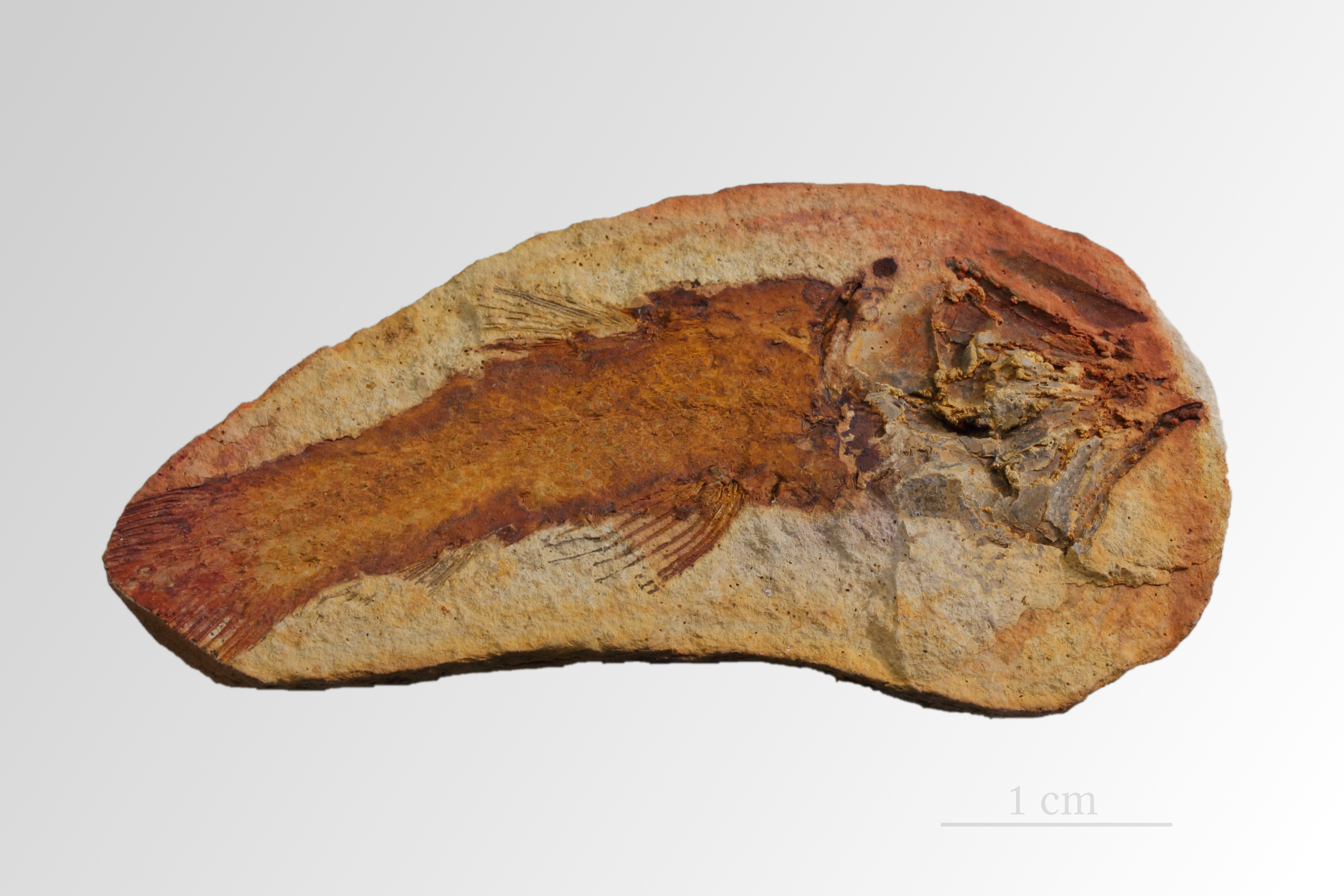
Whiteia woodwardi - Muséum de Toulouse.

## Dans la culture
Les coelacanthes ont bénéficié d'une exposition médiatique et scolaire qui en fait des animaux relativement familiers du grand public malgré leur rareté. Les coelacanthes sont par exemple illustrés dans la franchise de jeux vidéo Pokémon, à travers la créature nommée « Relicanth ».
Les cœlacanthes sont aussi visibles dans le film Atlantide, l'empire perdu dans la scène où Milo Thatch se retrouve dans le bureau de l'excentrique Preston Whitmore. De même, ils jouent un rôle d'ombres de venues du passé dans Tenshi no tamago (l'Oeuf de l'ange) de Mamoru Oshii.
Au moins 22 pays les ont représentés sur leurs timbres, notamment les Comores, qui ont émis 12 séries différentes de timbres cœlacanthes. Le cœlacanthe est également représenté sur le billet de 1000 francs comoriens (FC), ainsi que sur la pièce de 5 FC.
Les joueurs de l'équipe nationale de football des Comores sont surnommés Les Coelacanthes.
Des créatures hostiles au joueur, nommées "Cœlacanthes" sont présentes dans le jeu vidéo Outer Wilds, à l'intérieur de la planète Sombronces,et peuvent avaler personnage et vaisseau spatial. Ces créatures empruntent aux cœlacanthes terrestres leur cécité, mais leur apparence semble plus proche d'une espèce de l'ordre des lophiiformes, telle la baudroie abyssale (présence d'une nageoire dorsale produisant de la lumière).